# 2001 DP108
2001 DP108, também escrito como 2001 DP108, é um objeto transnetuniano (TNO) que está localizado no cinturão de Kuiper, uma região do Sistema Solar. Ele é classificado como um cubewano. O mesmo possui uma magnitude absoluta de 10,0 e tem um diâmetro com cerca de 44 km.

## Descoberta
2001 DP108 foi descoberto no dia 22 de fevereiro de 2001 pelos astrônomos D. Kinoshita, J. Watanabe, e T. Fuse.

## Órbita
A órbita de 2001 DP108 tem uma excentricidade de 0,307 e possui um semieixo maior de 27,355 UA. O seu periélio leva o mesmo a uma distância de 27,355 UA em relação ao Sol e seu afélio a 51,562 UA.